# Richard Park
Richard Park ((박용수?, Bak Yong-suLR); Seul, 27 maggio 1976) è un allenatore di hockey su ghiaccio ed ex hockeista su ghiaccio sudcoreano naturalizzato statunitense che giocava nel ruolo di attaccante.
Vanta presenze in NHL, AHL e Lega Nazionale A.

## Carriera

### Club
Park, nato a Seul, si trasferì nella California meridionale vicino a Los Angeles con la sua famiglia all'età di tre anni. Dopo dieci anni trascorsi negli Stati Uniti all'età di 13 anni si trasferì in Canada nella provincia dell'Ontario, dove iniziò a giocare a hockey su ghiaccio. Trascorse la propria carriera giovanile con i Belleville Bulls, squadra della Ontario Hockey League, dal 1992 al 1996.
Nel 1994 fu scelto al draft NHL al secondo giro, in cinquantesima posizione assoluta, dai Pittsburgh Penguins. Esordì in NHL disputando un incontro di stagione regolare e tre partite di playoff al termine del campionato 1994-95. Park diventò il secondo giocatore nato in Corea a militare in NHL dopo Jim Paek, anch'egli con i Pittsburgh Penguins. Park disputò con i Penguins la maggior parte della stagione 1995-96, totalizzando 56 presenze. Negli anni successivi giocò soprattutto per formazioni della AHL e della IHL, presso le squadre affiliate ai Penguins, ai Mighty Ducks of Anaheim e ai Philadelphia Flyers. Park ritornò titolare in NHL solo a partire dalla stagione 2001-2002 con la maglia dei Minnesota Wild, coi quali raccolse 80 punti in 235 presenze.

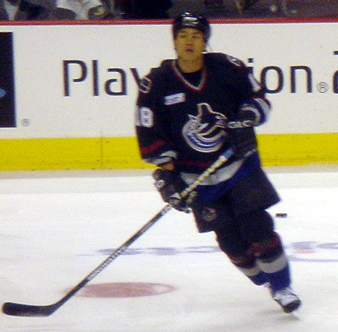
Park con i Vancouver Canucks nel 2005.

A Minnesota stabilì i propri migliori risultati dal punto di vista delle presenze e dei punti conquistati, 81 presenze, 14 reti segnate, 14 assist e 25 punti totali. Durante l'ascesa dei Wild nei playoff 2003 Park segnò la rete decisiva a Gara 6 dei quarti di finale della Western Conference contro i Colorado Avalanche.
Durante il lockout Park si trasferì in Europa allenandosi con il Team USA, vincitore della Deutschland Cup 2004. Successivamente fece brevi apparizioni in Svezia ed in Svizzera con i Malmö Redhawks ed i SCL Tigers. L'8 agosto 2005 Park da free agent firmò un contratto annuale con i Vancouver Canucks dal valore di 750.000 dollari. Al termine dell'esperienza a Vancouver, con 18 punti in 60 partite, firmò un accordo biennale con i New York Islanders.
Nel corso dell'esperienza con gli Islanders, fruttata 121 punti in 321 partite, Park ricoprì il ruolo di capitano alternativo nella stagione 2008-09. Il 9 settembre 2010 Park lasciò la NHL dopo 684 partite firmando un contratto da free agent con il Genève-Servette, formazione della Lega Nazionale A, lega nella quale aveva già giocato per breve tempo nel 2005. Durante la stagione prese inoltre parte all'edizione 2010 della Coppa Spengler.
L'8 settembre 2011 Park fece il suo ritorno in NHL con un contratto annuale con i Pittsburgh Penguins, squadra con la quale aveva esordito nel mondo professionistico. Il 7 agosto 2012 fece ritorno in Svizzera sottoscrivendo un accordo biennale con l'HC Ambrì-Piotta.
Alla scadenza del contratto ha annunciato il ritiro, divenendo responsabile dello sviluppo dei giocatori per i Minnesota Wild, per conto dei quali segue lo sviluppo dei giocatori del farm team Iowa Wild.

### Nazionale
Richard Park fece la sua prima apparizione ufficiale con la selezione degli Stati Uniti U20 prendendo parte a due campionati mondiali consecutivi; in 14 presenze mise a segno 4 gol e fornì 9 assist.
Nel 2002 invece con la nazionale maggiore esordì al campionato mondiale, disputandone altre tre edizioni nei quattro anni successivi. Il miglior risultato fu una medaglia di bronzo ottenuta in Repubblica Ceca nel 2004, mentre in 28 partite totali fu autore di 10 reti e di 7 assist.

## Palmarès

### Individuale
- OHL All-Rookie Team: 1

1992-1993
- AHL Second All-Star Team: 1

1998-1999
- AHL All-Star Classic: 1

1999